# Epicatolaccus strobeliae
Epicatolaccus strobeliae är en stekelart som beskrevs av Blanchard 1940. Epicatolaccus strobeliae ingår i släktet Epicatolaccus och familjen puppglanssteklar. Inga underarter finns listade i Catalogue of Life.